# Sat-Șugatag, Maramureș
Sat-Șugatag este un sat în comuna Ocna Șugatag din județul Maramureș, Transilvania, România.

## Etimologie
Etimologia numelui localității: din Sat (< subt. sat „așezare rurală" < lat. fossatum) + Șugatag (< magh. sóvágó „tăietor de sare”). 

## Istoric
Localitatea Ocna Sugatag a fost atestată documentar în anul 1355, iar celelalte localități (Breb, Hoteni, Sat-Șugatag) în 1360, istoria lor fiind strâns legată de exploatarea sării. După alte surse, prima atestare datează din 1360 (Zalatyna, villa olachalis Sugatagfalva, Swgathakfalwa). 

## Demografie
La recensământul din 2011, populația era de 1.187 locuitori. 

## Lăcașuri de cult
- Biserica românească de lemn "Cuvioasa Paraschiva", construită în 1642, este un prețios monument de arhitectură populară. De plan dreptunghiular, cu absida poligonală decroșată[4], are deasupra pronaosului un turn-clopotniță cu foișor. Decor sculptat și pictat. Biserica a fost declarată monument prin Legea nr.5/2000 privind aprobarea planului de amenajare a teritoriului național.

## Personalități
- Tit Bud (1846-1917), protopop greco-catolic de Sighet și culegător de folclor; vicepreședinte al Societății ASTRA din Maramureș timp de trei decenii (1887-1917). Vol. Poezii populare din Maramureș (1908).